# Les Avanchers-Valmorel
Les Avanchers-Valmorel település Franciaországban, Savoie megyében. Lakosainak száma 739 fő (2022. január 1.). Les Avanchers-Valmorel Les Belleville, Grand-Aigueblanche, La Léchère és Saint François Longchamp községekkel határos.

## Népesség
A település népességének változása:
| Lakosok száma | 757  | 766  | 797  | 784  | 781  | 778  | 768  | 753  | 739  |
|               | 2013 | 2015 | 2016 | 2017 | 2018 | 2019 | 2020 | 2021 | 2022 |